# Renault F1
Renault F1 – francuski (w 2011 brytyjski) zespół i konstruktor Formuły 1 uczestniczący w wyścigach Grand Prix w sezonach 1977–1985, 2002–2011 i 2016–2020.
Renault weszło do najważniejszej serii wyścigowej w 1977 jako konstruktor, umieszczając silnik turbodoładowany do swojego pierwszego samochodu, Renault RS01. W 1983 roku, producent zaczął dostarczać jednostki napędowe innym zespołom. Choć francuska stajnia wygrywała wyścigi i walczyła o tytuły mistrzowskie, wycofała się po sezonie 1985, kontynuując dostarczanie silników innym zespołom do 1986. W sezonach 1989–1997, producent dostarczał silniki zespołom Ligier, Williams i Benetton. Z dwoma ostatnimi zespołami, Renault odnosiło sukcesy, zdobywając łącznie pięć tytułów mistrzowskich.
W marcu 2000, Renault za 120 milionów dolarów zakupiło Benettona. W sezonach 2000–2001 startowali jeszcze pod starą nazwą, by w 2002 zmienić ją na Renault F1 Team. Zespół zdobył tytuły mistrzowskie wśród kierowców (dzięki Fernando Alonso) i konstruktorów w sezonach 2005–2006. W 2009 spółka Genii Capital wykupiła 75% udziałów, a rok później pozostałe 25% należące do Renault, które z kolei zostały sprzedane Grupie Lotus. Wskutek tego zmieniono nazwę na Lotus Renault GP, które działało do 2011. Po sezonie ekipa ponownie zmieniła nazwę na Lotus F1 Team, wskutek większego zaangażowania Grupy Lotus w ekipę.
Renault ponownie dostarczało silniki innym zespołom od 2007. Największe sukcesy święcił z zespołem Red Bull Racing, z którym zdobyli w latach 2010–2013 tytuły wśród kierowców (Sebastian Vettel) i konstruktorów. Po raz kolejny Renault powróciło do Formuły 1 w sezonie 2016, nabywając Lotusa. Po sezonie 2020 zespół zmienił nazwę na Alpine F1 Team.
Pierwsza siedziba zespołu znajdowała się w Viry-Châtillon, gdzie obecnie są produkowane silniki dla francuskiej ekipy. Później siedziba zespołu znajdowała się natomiast w Enstone, gdzie były produkowane i projektowane samochody.

## Historia

### Jako konstruktor

#### Équipe Renault Elf (1977–1985)

##### 1977

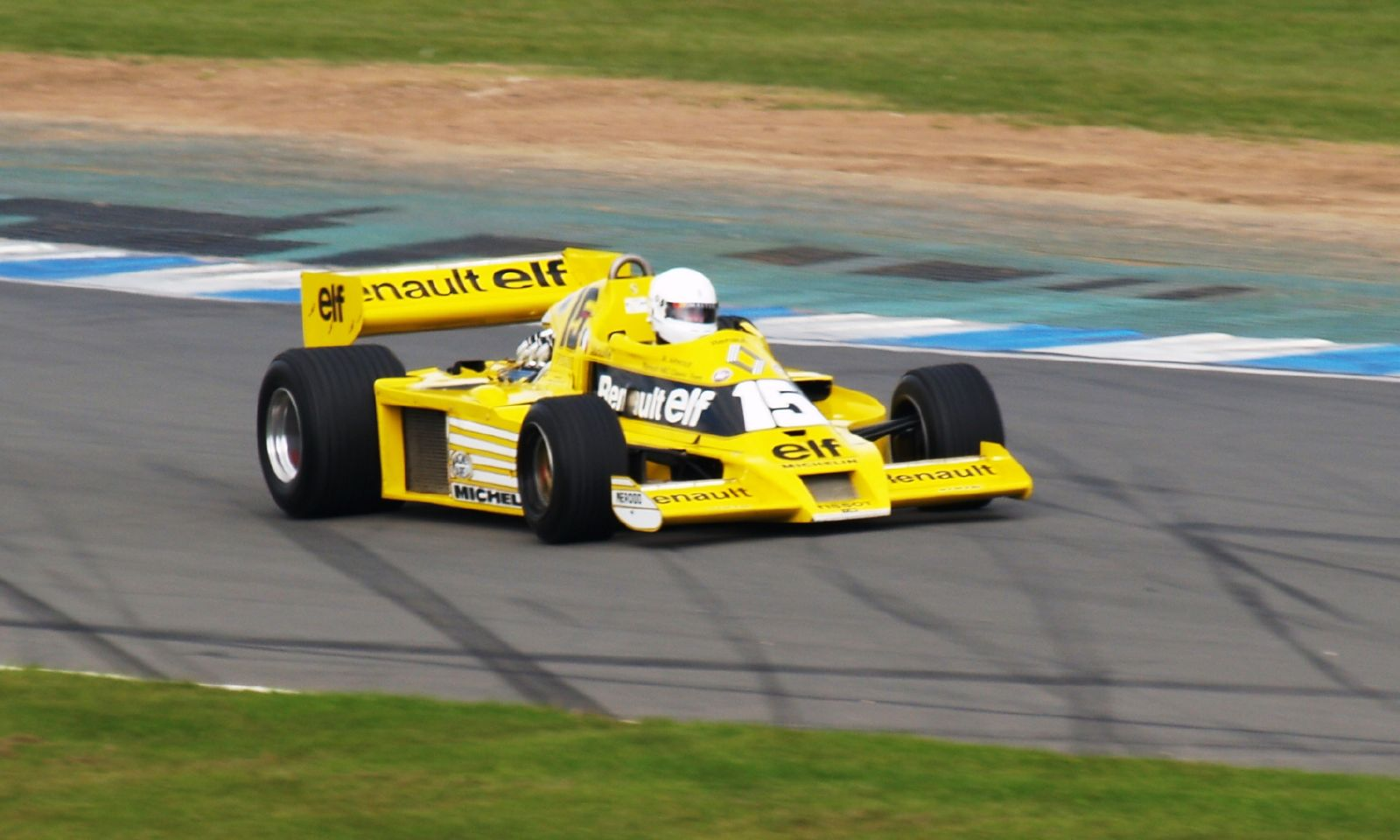
Renault RS01

Zespół działał zależnie od Renault Sport. Ekipa w sezonie 1977 wzięła udział w pięciu wyścigach Grand Prix a ich jedynym kierowcą był Jean-Pierre Jabouille. Pierwszym modelem stajni było RS01, natomiast dostawcami byli Michelin (opony) i Elf (paliwo).
Model RS01 był napędzany półtoralitrowym turbodoładowanym silnikiem Renault-Gordini EF1 – był to pierwszy turbodoładowany silnik, który był regularnie wykorzystywany w Formule 1. Prezentacja zespołu odbyła się 10 maja 1977 w Paryżu. Pierwotnie Renault było zgłoszone do Grand Prix Francji, jednak nie udało się przygotować samochodu, i debiut został opóźniony do Grand Prix Wielkiej Brytanii. Pierwsze kwalifikacje dla Renault były nieudane – Jabouille ukończył zmagania na 21. pozycji ze stratą prawie dwóch sekund do Jamesa Hunta (McLaren). Na 16. okrążeniu z powodu awarii silnika Francuz zakończył swoje zmagania. Zespół nie pojawił się na dwóch kolejnych rundach - w Niemczech i w Austrii, by udoskonalić samochód po nieudanej rundzie na Silverstone.
Ekipa wróciła na Grand Prix Holandii. W kwalifikacjach reprezentantowi Renault poszło lepiej niż w Wielkiej Brytanii, gdyż startował z 10. pola. Wyścigu ponownie nie ukończył ze względu na awarię zawieszenia. W dwóch następnych rundach - we Włoszech i w USA Jabouille startował odpowiednio z dwudziestego i czternastego pola. Nie ukończył tych rund, ponieważ posłuszeństwa odmawiał silnik (we Włoszech) i alternator (w USA). W Kanadzie francuski kierowca nie zakwalifikował się do wyścigu. Po tym Renault nie wystartowało w finałowej rundzie, w Japonii. Pierwszy sezon stajnia ukończyła z zerowym dorobkiem punktowym.

##### 1978
Jean-Pierre Jabouille pozostał w zespole na sezon 1978, który nadal używał modelu RS01 w wyścigach. Ponadto Renault zaczęło bardziej angażować się w Formule 1, a w międzyczasie Didier Pironi i Jean-Pierre Jaussaud w samochodzie Renault Alpine A442B zwyciężyli w 24-godzinnym wyścigu Le Mans.
Zespół zaczął poprawiać swoje osiągi - ośmiokrotnie Jabouille w kwalifikacjach był w pierwszej dziesiątce, jednak często w wyścigach kierowca nie miał szczęścia. Po raz pierwszy udało się ukończyć wyścig podczas Grand Prix Monako, a w Grand Prix Stanów Zjednoczonych zdobył pierwsze punkty dla zespołu zajmując czwartą lokatę ulegając Carlosowi Reutemannowi (Ferrari), Alanowi Jonesowi (Williams) i Jody’emu Scheckterowi (Wolf). Trzy punkty dały Renault dwunaste miejsce w klasyfikacji konstruktorów.

##### 1979
W sezonie 1979 do Jeana-Pierre’a Jabouille'a dołączył René Arnoux, który wcześniej startował w ekipach Martini i Surtees. Tak jak w poprzednich dwóch sezonach korzystano z modelu RS01, który od Grand Prix Monako był zastąpiony samochodem RS10.
Sezon był lepszy od dwóch poprzednich - Jabouille trzykrotnie zdobył pole position (w RPA, we Francji i we Włoszech) i tylko na torze Dijon zamienił pierwsze pole startowe na zwycięstwo. Było to pierwsze zwycięstwo francuskiego konstruktora, stając się także pierwszym zespołem korzystającym z silników turbodoładowanych, który wygrał wyścig. Dodatkowo Arnoux trzykrotnie znajdował się na podium – we Francji był trzeci (staczając niesamowity pojedynek o drugie miejsce z Gilles’em Villeneuve’em), natomiast w Niemczech i Stanach Zjednoczonych był drugi i raz zanotował najszybsze okrążenie. Cały sezon Renault zakończyło na szóstej pozycji z liczbą 26 punktów.

##### 1980

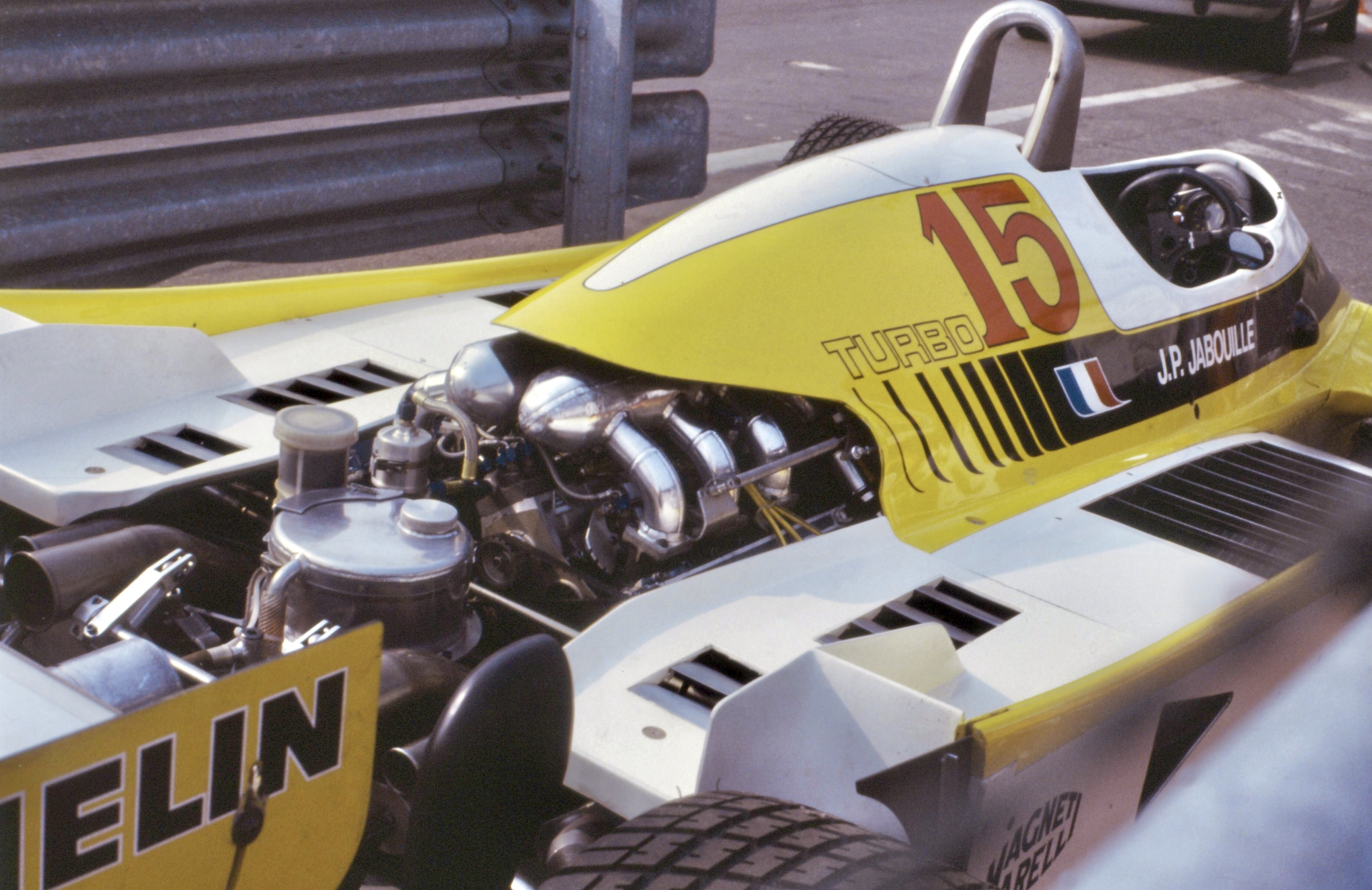
Jednostka Renault-Gordini EF1 w samochodzie Jabouille'a (1980)

Renault nie zmieniło swojego składu na sezon 1980, używając modelu RE20. W Grand Prix Brazylii Jabouille startował z pierwszego pola jednak nie ukończył wyścig, a Arnoux wygrał wyścig i zanotował najszybsze okrążenie. Podobna sytuacja wydarzyła się w Południowej Afryce, gdzie Arnoux został liderem mistrzostw. W Belgii kierowca zanotował czwartą pozycję a we Francji był piąty. Jabouille miał problemy z ukończeniem wyścigów, jednak w Austrii udało mu się wygrać rundę. Podczas Grand Prix Kanady Francuz złamał nogę i nie wziął udział w ostatniej rundzie. Producent zakończył sezon na czwartej pozycji z 38 punktami

##### 1981
W zespole na sezon 1981 zmieniono drugiego kierowcę. René Arnoux pozostał w składzie, a jego nowym partnerem zespołowym został Alain Prost, który reprezentował dotychczas zespół McLaren. Przez pierwsze pięć wyścigów korzystano ze zmodyfikowanego samochodu - RE20B a od Monako korzystano z nowszego modelu – RE30.
Zespół w dalszym ciągu dobrze konkurował z pozostałymi zespołami, a Prost wygrał trzy wyścigi – we Francji (pierwsze zwycięstwo w karierze Francuza), Holandii i we Włoszech. Ogółem kierowcy Renault oprócz trzech zwycięstw zanotowali trzy drugie miejsca i jedno trzecie. W klasyfikacji konstruktorów zespół z 54 punktami ukończył sezon na trzecim miejscu.

##### 1982
Zarówno Alain Prost, jak i René Arnoux pozostali kierowcami Renault na sezon 1982. Początek sezonu dla francuskiej stajni był znakomity, ze względu na zwycięstwo Prosta w dwóch pierwszych wyścigach. Późniejsza część sezonu dla obu kierowców jest zdecydowanie gorsza – przez problemy z samochodem, Francuzi nie potrafili ukończyć wyścigów. Podczas domowego Grand Prix Francji kierowcy zaliczyli dublet – zwycięzcą eliminacji został Arnoux przed Prostem. René Arnoux dodatkowo wygrywa wyścig we Włoszech i zajmuje drugie miejsce w Niemczech. Alain Prost zajmuje jeszcze drugie miejsce podczas Grand Prix Szwajcarii.
Mimo tego, że samochód był szybki to miał problemy z niezawodnością. Ostatecznie Renault powtórzyło wynik sprzed roku zajmując trzecie miejsce, gromadząc o 9 punktów więcej niż w poprzednim sezonie.

##### 1983
Po sezonie 1982, René Arnoux odszedł do ekipy Ferrari, a nowym partnerem Alaina Prosta został Eddie Cheever, jeżdżący dla zespołów Osella, Tyrrell i Ligier. Amerykanin był pierwszym niefrancuskim kierowcą Renault.
Wyniki zespołu były o wiele lepsze, wraz z wprowadzeniem modelu RE40 podczas [Grand Prix Stanów Zjednoczonych – Zachód. Podczas Grand Prix Francji, Prost zdobywa pole position, które później zamienia na zwycięstwo, zdobywając najszybsze okrążenie wyścigu. Cheever dopełnia sukces zespołu, dojeżdżając na trzeciej pozycji. W Grand Prix San Marino, Prost zajmuje drugie miejsce stając się częścią francuskiego podium, ponieważ jako pierwszy dojechał Patrick Tambay, a trzeci René Arnoux. Prost zdobywa również pierwsze pole startowego do wyścigu o Grand Prix Monako, kończąc eliminację na trzeciej pozycji. W Belgii, Alain Prost po raz czwarty z rzędu staje na podium, w tym po raz drugi na najwyższym jego stopniu, po wcześniejszym zdobyciu pole position, natomiast Eddie Cheever zajmuje trzecie miejsce. Amerykanin podczas Grand Prix Kanady zajmuje drugą pozycję, podczas gdy jego kolega zespołowy był piąty.
W Wielkiej Brytanii, Prost zdobywa trzecie zwycięstwo w sezonie, uzyskując dodatkowo najszybsze okrążenie. O ile Francuz dojeżdża czwarty podczas Grand Prix Niemiec, to w Austrii zdobywa zwycięstwo i najszybsze okrążenie wyścigu. Amerykanin w tym samym wyścigu zajmuje czwarte miejsce, natomiast w Grand Prix Włoch dojeżdża jako trzeci. Prost zajmuje drugą pozycję podczas Grand Prix Europy i do ostatniego wyścigu sezonu, Grand Prix Południowej Afryki przyjeżdża jako lider klasyfikacji generalnej. Nie ukończył wyścigu, natomiast Nelson Piquet zajmuje trzecie miejsce i zdobywa mistrzostwo dwoma punktami przewagi.
W całym sezonie Alain Prost i Eddie Cheever uzbierali łącznie 79 punktów, dzięki czemu Renault zdobyło wicemistrzostwo, przegrywając walkę o tytuł mistrzowski z zespołem Ferrari.

##### 1984
Dwa dni po zakończeniu sezonu 1983, Renault postanowiło zwolnić Alaina Prosta z zespołu. Również z zespołu odszedł Eddie Cheever, który dołączył do Alfy Romeo. Nowymi kierowcami Renault zostali Patrick Tambay i Derek Warwick oraz Philippe Streiff (w Grand Prix Portugalii). W modelu RE50 korzystano natomiast już z nowego silnika Renault-Gordini oznaczonego EF4. Był to ostatni silnik pod tą nazwą.
Sezon ten w porównaniu do poprzednich był gorszy. Choć kierowcy pięciokrotnie stawali na podium to jednak nie odnieśli pojedynczego zwycięstwa i mieli problemy z częstym ukończeniem wyścigów. Ogółem kierowcy zdobyli 34 punkty i zakończyli rok na piątym miejscu.

##### 1985
W sezonie 1985 Renault zmieniło dostawcę opon - po ośmiu latach Michelin został zastąpiony przez Goodyear. Stajnia używała modelu RE60, który później został zmodyfikowany do wersji B. Korzystano ze udoskonalonego silnika EF4B, który później został zastąpiony przez jednostkę EF15. Przed rozpoczęciem sezonu, Michel Tetu przeniósł się do Ligiera. Z zespołu odeszło także czterech innych kluczowych pracowników francuskiej ekipy.
Kierowcy zaledwie pięciokrotnie zdobywali punkty, a dwukrotnie na podium znajdował się Tambay. Podczas Grand Prix Niemiec trzecim kierowcą uczestniczącym w wyścigu był François Hesnault. Reprezentanci Renault zdobyli zaledwie 16 punktów i zajęli siódme miejsce, podczas gdy inne zespoły korzystające z jednostek napędowych francuskiego producenta - Lotus i Ligier w klasyfikacji byli wyżej zajmując odpowiednio czwarte i szóste miejsce. W sierpniu 1985, Renault zdecydowało się o wycofaniu fabrycznego zespołu.

#### Renault F1 Team (2002−2010)

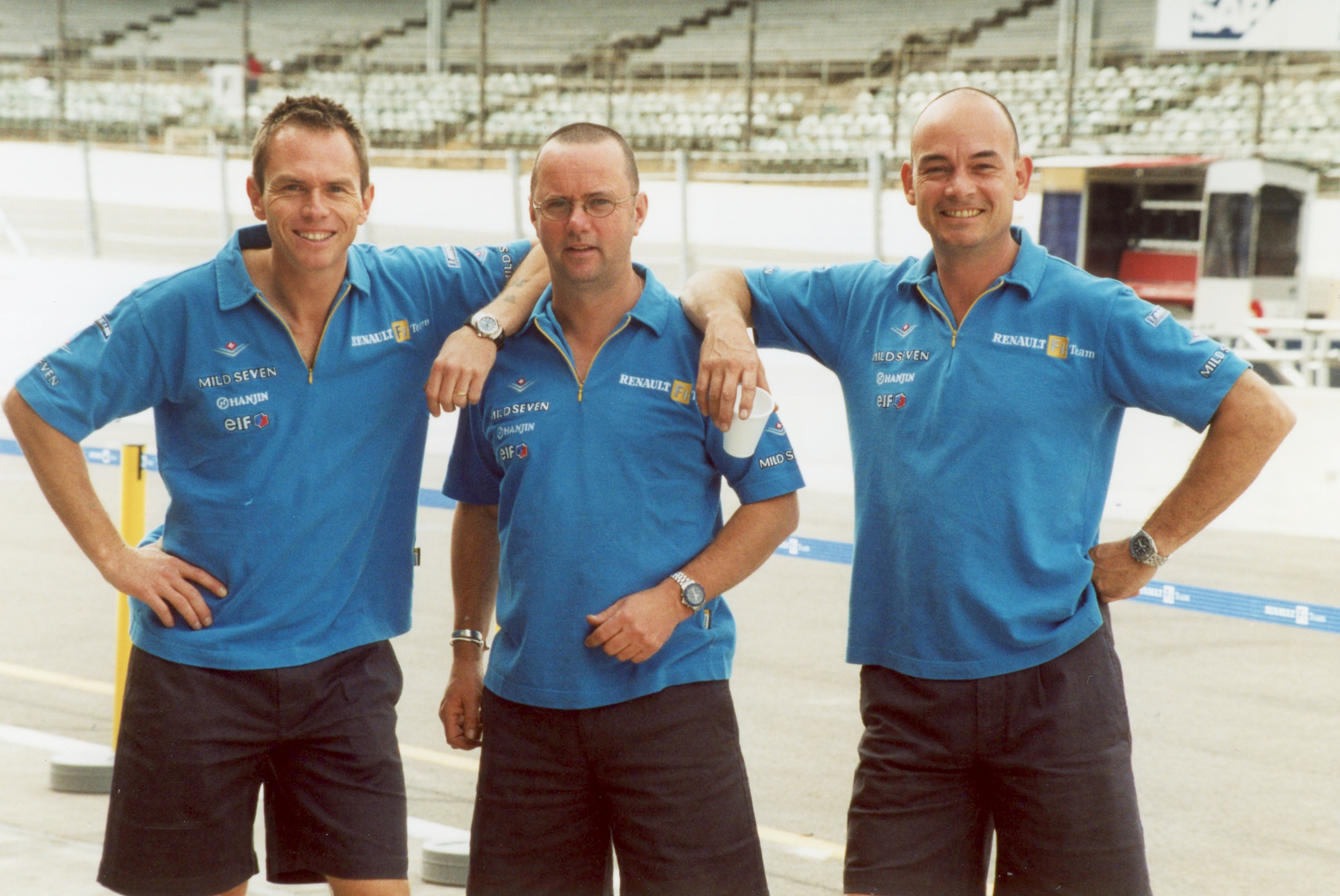
Pracownicy zespołu na stanowisku pitstopowym zespołu (2002)

16 marca 2000, koncern zakupił zespół Benetton za 120 milionów dolarów by reaktywować swój fabryczny zespół. Historia zespołu zakupionego przez Renault sięga roku 1981, kiedy utworzono zespół Toleman z siedzibą w Witney, w której jeździł m.in. Ayrton Senna. Po sezonie 1985 przemieniono ekipę na Benetton Formula ze względu na to, że właścicielami zespołu została rodzina Benetton.
W 1992 siedziba zespołu została przeniesiona do Enstone. W całej historii brytyjsko-włoski zespół zdobył dwa tytuły wśród kierowców dzięki Michaelowi Schumacherowi w sezonach 1994–1995 i jedyny w swojej kolekcji tytuł mistrzowski wśród konstruktorów zdobyty w 1995.
Rodzina Benetton podjęła taką decyzję, ponieważ wzrastały koszty wyścigów Grand Prix i posiadania swojego zespołu. Ponadto właścicieli włoskiej ekipy zaniepokoił fakt, że Renault postanowiło zaangażować Flavio Briatore jako szefa ekipy. Benetton zwolnił Włocha w 1997 roku, po niepowodzeniach stajni związanych z odejściem Toma Walkinshawa w 1994 i Michaela Schumachera w 1995.

##### 2002
W sezonie 2002 reprezentantami Renault byli Jarno Trulli i Jenson Button, a kierowcą testowym był Fernando Alonso. Kierownictwo zespołu od razu nie stawiało za cel zdobycie pojedynczego zwycięstwa. Włoch i Brytyjczyk łącznie jedenaście razy punktowali w sezonie, w sumie zdobywając 23 punkty i czwarte miejsce w klasyfikacji konstruktorów.

##### 2003
Na sezon 2003 stajnia zmieniła drugiego kierowcę. Buttonowi skończył się dwuletni okres wypożyczenia z Williamsa do stajni z Enstone i Brytyjczyk postanowił zasilić szeregi zespołu B.A.R., zastępując tam Oliviera Panisa. Miejsce brytyjskiego kierowcy zajął Fernando Alonso. Głównym celem zespołu było zmniejszenie strat do zespołów z czołówki i poprawa wydajności.
Alonso wygrał Grand Prix Węgier – było to pierwsze zwycięstwo francuskiej stajni od Grand Prix Austrii 1983. Renault był zespołem nowatorskim, ze względu na produkcję niestandardowych projektów - m.in. dziesięciocylindrowy silnik RS23, którego rozstaw osi wynosiło 111°. Jednostka została tak zaprojektowana, aby obniżyć ciężkość silnika, a tym samym poprawić obsługę samochodu. To ostatecznie okazało się zbyt niepewne i ciężkie i zespół powrócił do bardziej konwencjonalnej drogi rozwoju.
Podobnie jak w zeszłym sezonie Renault zostało sklasyfikowane na czwartej pozycji, lecz z większą liczbą punktów – ekipa zdobyła bowiem aż 88 punktów.

##### 2004
Jarno Trulli i Fernando Alonso stanowili skład Renault również w sezonie 2004. Tym razem celem zespołu była już walka o miejsce w czołowej trójce. Ekipa uzyskała sponsoring hiszpańskiej firmy telekomunikacyjnej, Telefónica. Włoch wygrał wyścig o Grand Prix Monako, jednak później zaczęły się konflikty z szefem zespołu, Flavio Briatore. Komentatorzy wskazali, że wyścig o Grand Prix Francji stał się początkiem końca włoskiego kierowcy w Renault. Trulli wówczas na ostatnim okrążeniu, gdy zajmował trzecią pozycję, został wyprzedzony na ostatnim zakręcie przez Rubensa Barrichello.
W lipcu 2004, Trulli ogłosił, że nie będzie reprezentował Renault w sezonie 2005. Jednak na trzy wyścigi przed końcem rozwiązano kontrakt z włoskim kierowcą i drugi kokpit został powierzony Jacques’owi Villeneuve’owi. Jednak Kanadyjczyk nie zdobył ani jednego punktu w ostatnich trzech wyścigach. Prezydent Renault, Patrick Faure przyznał wówczas, że zatrudnienie mistrza świata z 1997 było błędem.
Przez cały sezon Renault walczyło z ekipą B.A.R. o drugie miejsce w klasyfikacji konstruktorów. Francuska stajnia przegrała tę walkę o czternaście punktów i została ostatecznie sklasyfikowana na trzecim miejscu.

##### 2005

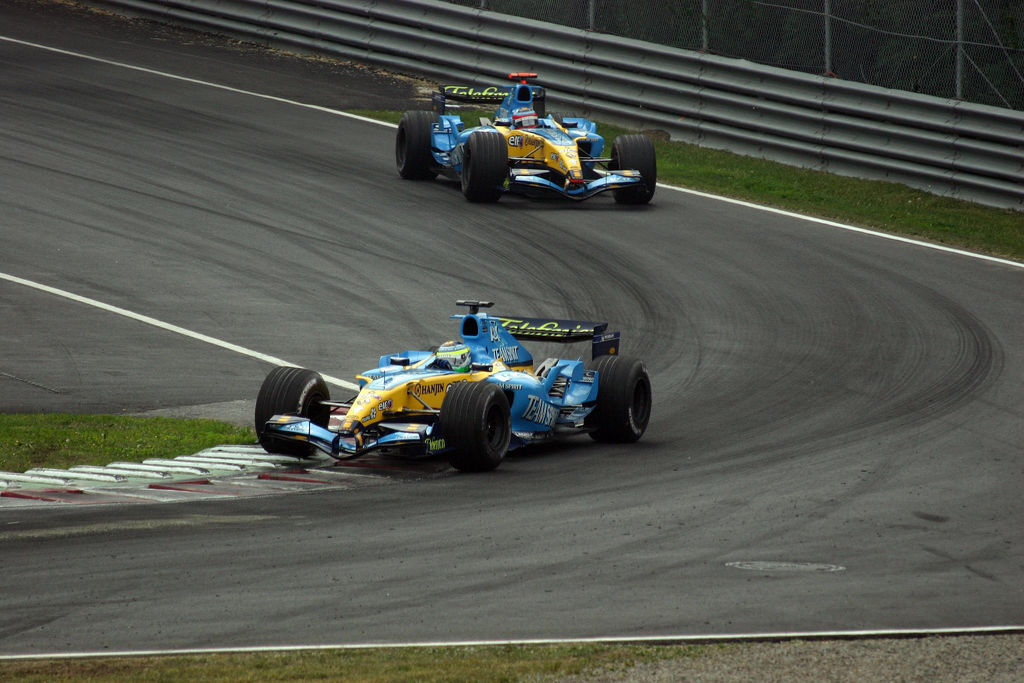
Fernando Alonso i Giancarlo Fisichella podczas Grand Prix Kanady 2005

W sezonie 2005 nastąpiła zmiana w składzie kierowców. Fernando Alonso pozostał w zespole, natomiast drugim kierowcą ekipy został Giancarlo Fisichella, dotychczasowy kierowca Saubera. Przed sezonem zmieniono przepisy, w którym zabroniono zmiany opon podczas wyścigu.
Najlepiej te przepisy wykorzystał zespół Renault. Kierowcy wygrali łącznie osiem wyścigów – siedem wygrał Alonso, a raz Fisichella. Fernando Alonso ponadto pięciokrotnie był drugi, trzykrotnie trzeci, sześć razy startował z pole position i dwukrotnie był autorem najszybszego okrążenia. Giancarlo Fisichella dwukrotnie stawał na podium – raz był drugi i raz trzeci. W klasyfikacji kierowców Alonso, z liczbą 133 punktów zdobył tytuł mistrzowski, a Fisichella uplasował się na piątej pozycji mając 58 punktów. W klasyfikacji konstruktorów, Renault również zdobyło tytuł, wyprzedzając o dziewięć punktów McLarena.

##### 2006
Skład Alonso-Fisichella został zachowany również w sezonie 2006. Przed sezonem dziesięciocylindrowe silniki o pojemności trzech litrów zostały zastąpione przez ośmiocylindrowe mające pojemność 2,4 litra.
Podobnie jak w zeszłym sezonie ekipa spisała się doskonale – Hiszpan wygrał siedem wyścigów, sześć razy był drugi, pięć razy ustanawiał najszybsze okrążenie, sześć razy startował z pierwszej linii i nie ukończył tylko dwóch wyścigów, Grand Prix Węgier i Grand Prix Włoch. Włoski kierowca wygrał Grand Prix Malezji, startując z pole position. Przez cały sezon walczyli z Ferrari, broniąc ostatecznie oba tytuły mistrzowskie, a kierowcy Renault uzyskali łącznie 206 punktów, o pięć punktów więcej od włoskiej stajni.

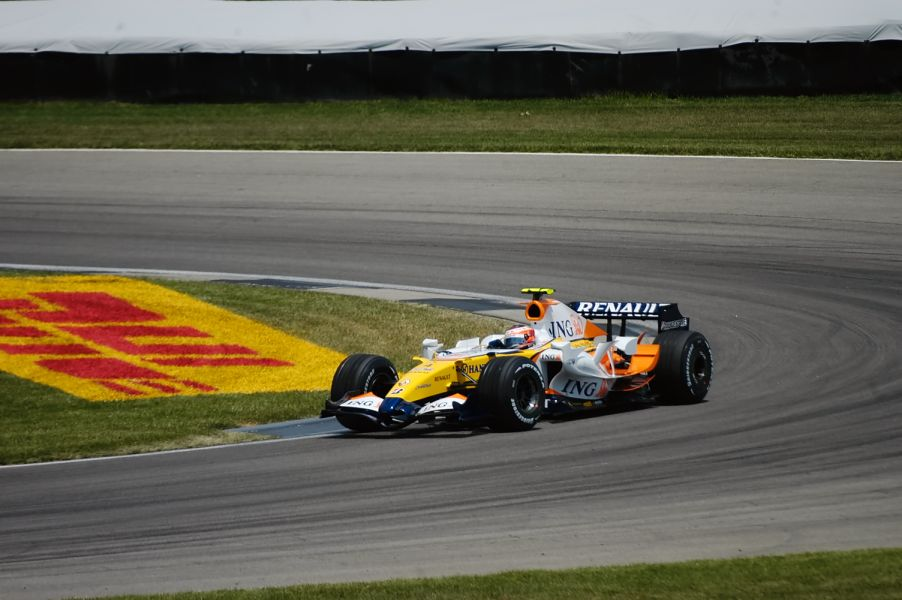
Heikki Kovalainen podczas Grand Prix Stanów Zjednoczonych 2007

##### 2007
Po sezonie 2006 Fernando Alonso odszedł do ekipy McLaren, z którą podpisał umowę w grudniu 2005. Jego miejsce zajął dotychczasowy kierowca testowy, Heikki Kovalainen. Również po poprzednim sezonie zakończono współpracę z firmą Japan Tobacco, która reklamowała markę Mild Seven, co wiązało się ze zniknięciem jasnoniebieskiego koloru. W październiku 2006 podpisano umowę z holenderskim bankiem ING, które zostało sponsorem tytularnym. Zmieniono barwy na pomarańczowo-białe. Ze względu na wycofanie się Michelin zespół korzystał z opon Bridgestone, który został jedynym dostawcą opon.
Reprezentanci Renault nie mogli odnieść pojedynczego zwycięstwa, ale regularnie zdobywali punkty. Tylko raz, w Brazylii obaj kierowcy nie ukończyli wyścigu. Jedyne podium dla zespołu zdobył Kovalainen podczas deszczowego Grand Prix Japonii. W klasyfikacji konstruktorów zajęli oni trzecie miejsce, przegrywając tylko z Ferrari i BMW Sauberem.

##### 2008
Po sezonie obaj kierowcy odeszli z zespołu – Heikki Kovalainen zamienił się miejscami z Fernando Alonso, który powrócił do stajni z Enstone, Giancarlo Fisichella zdecydował się na starty w przemienionym na Force India ekipie Spyker. Partnerem dwukrotnego mistrza świata został dotychczasowy kierowca testowy, Nelson Ângelo Piquet.
Ekipa radziła sobie lepiej niż w poprzednim sezonie – Piquet po starcie z siedemnastej pozycji ukończył wyścig na drugim miejscu, za Lewisem Hamiltonem. Jeszcze lepiej radził sobie Alonso, który wygrał dwa wyścigi – Grand Prix Singapuru i Grand Prix Japonii. W całym sezonie kierowcy uzbierali 80 punktów i zajęli czwarte miejsce w klasyfikacji.

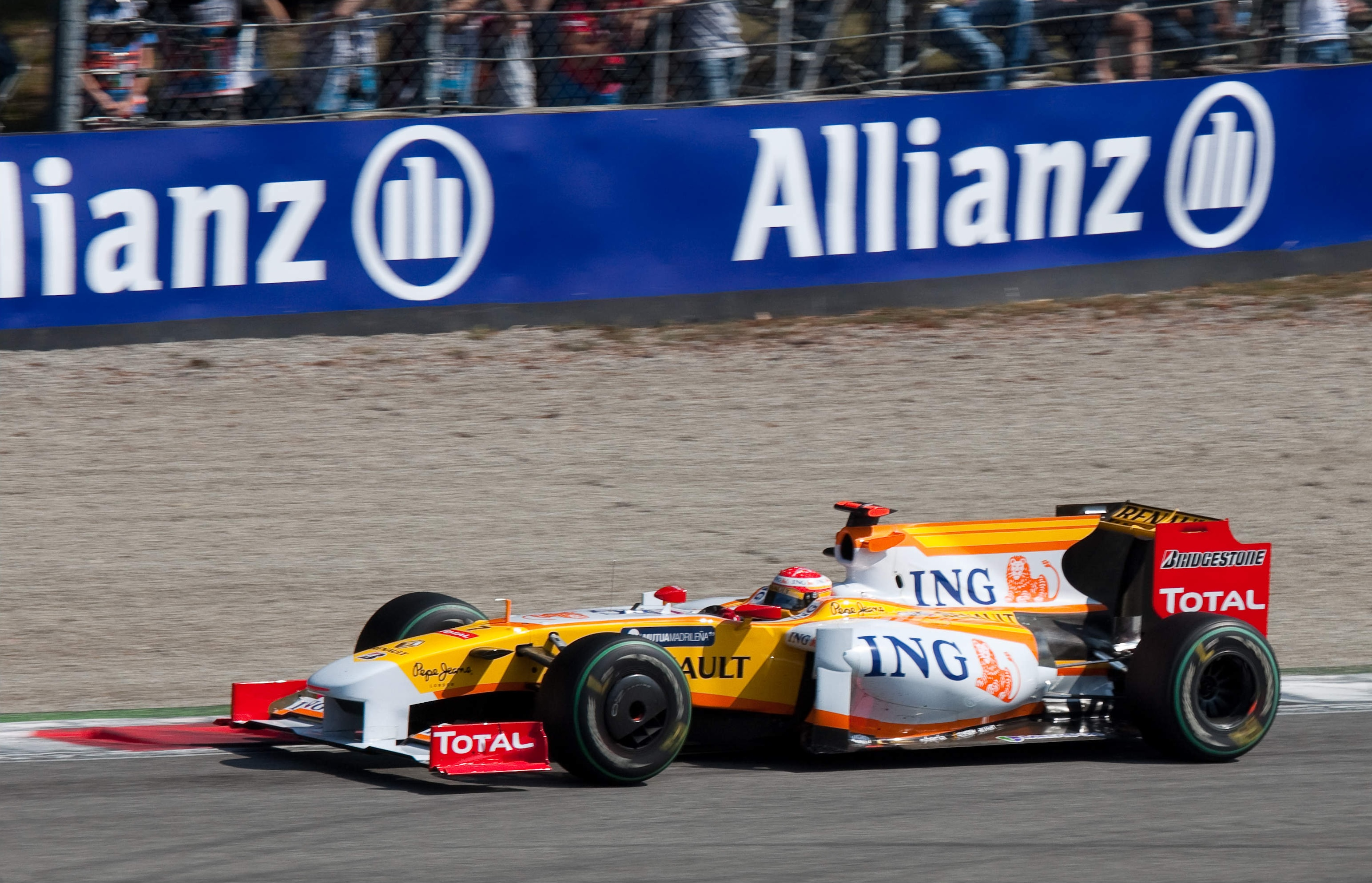
Fernando Alonso podczas Grand Prix Włoch 2009

##### 2009
Renault pozostawiło w składzie kierowców Alonso i Piqueta. Sezon był pełen zmian - powróciły opony slick, wprowadzono system KERS oraz zmieniono aerodynamikę samochodów w celu umożliwienia większej liczby wyprzedzeń. Renault również wprowadziło ten system, jednak po kilku wyścigach został porzucony.
Ekipa radziła sobie gorzej niż w zeszłym sezonie – nie zdołała odnieść pojedynczego zwycięstwa. Poza tym jedynie Alonso zdobywał punkty, w tym jedno miejsce na podium, w Singapurze. Po Grand Prix Węgier, Piquet zakończył współpracę z Renault, a jego miejsce zajął Romain Grosjean. Sam Piquet określił współpracę z Renault jako „najgorszy okres kariery”, krytykując także Flavio Briatore. Podczas wyścigu na Węgrzech mechanicy Renault nie dokręcili dokładnie prawego przedniego koła w bolidzie Fernando Alonso, które w trakcie okrążenia zgubił, co mogło stać się potencjalnym zagrożeniem. Za spowodowanie niebezpiecznej sytuacji zespół został ukarany wykluczeniem z Grand Prix Europy, jednak ostatecznie FIA odstąpiła od wymierzenia kary po rozpatrzeniu złożonej przez Renault apelacji.
Sezon 2009 zespół ukończył na ósmej pozycji z 26 punktami, zdobytymi przez Fernando Alonso. W klasyfikacji konstruktorów, Renault wyprzedziło jedynie Force India i Toro Rosso. Był to najgorszy wynik ekipy od momentu powrotu francuskiej marki do Formuły 1 w 2002.

###### Crashgate
We wrześniu 2009 wybuchła afera zwana "Crashgate", która działa się wokół zespołu Renault. Nelson Piquet po zakończeniu współpracy z ekipą ujawnił, że został poproszony o celowe spowodowanie wypadku aby przewagę mógł osiągnąć Fernando Alonso. Na 14. okrążeniu Piquet miał wypadek i wskutek czego na tor wyjechał samochód bezpieczeństwa, i to w dużej mierze dało Hiszpanowi wygraną w wyścigu.
Po ujawnieniu tej informacji przez brazylijską telewizję Globo TV, FIA rozpoczęła dochodzenie w sprawie wydarzeń podczas Grand Prix Singapuru 2008. W toku postępowania okazało się, że zeznania Piqueta są prawdziwe, a Renault przyznało się do tego. FIA ukarała ekipę wykluczeniem z uczestnictwa w Mistrzostwach Świata Formuły 1, przy czym kara została zawieszona na 2 lata. Flavio Briatore i Pat Symonds, którzy odeszli z zespołu przed ogłoszeniem wyroku otrzymali zakaz angażowania się w serie nadzorowane przez FIA – pierwotnie Włochowi zabroniono dożywotnie, a Brytyjczykowi na pięć lat. Po odwołaniu się do wyroku ostatecznie Briatore i Symonds nie mogli się angażować w różne serie do 2011, a w Formule 1 do 2012.
Skutkiem "Crashgate" było natychmiastowe zerwanie umów z ING i Mutua Madrilena. Hiszpańska firma nadal jednak sponsorowała Fernando Alonso.

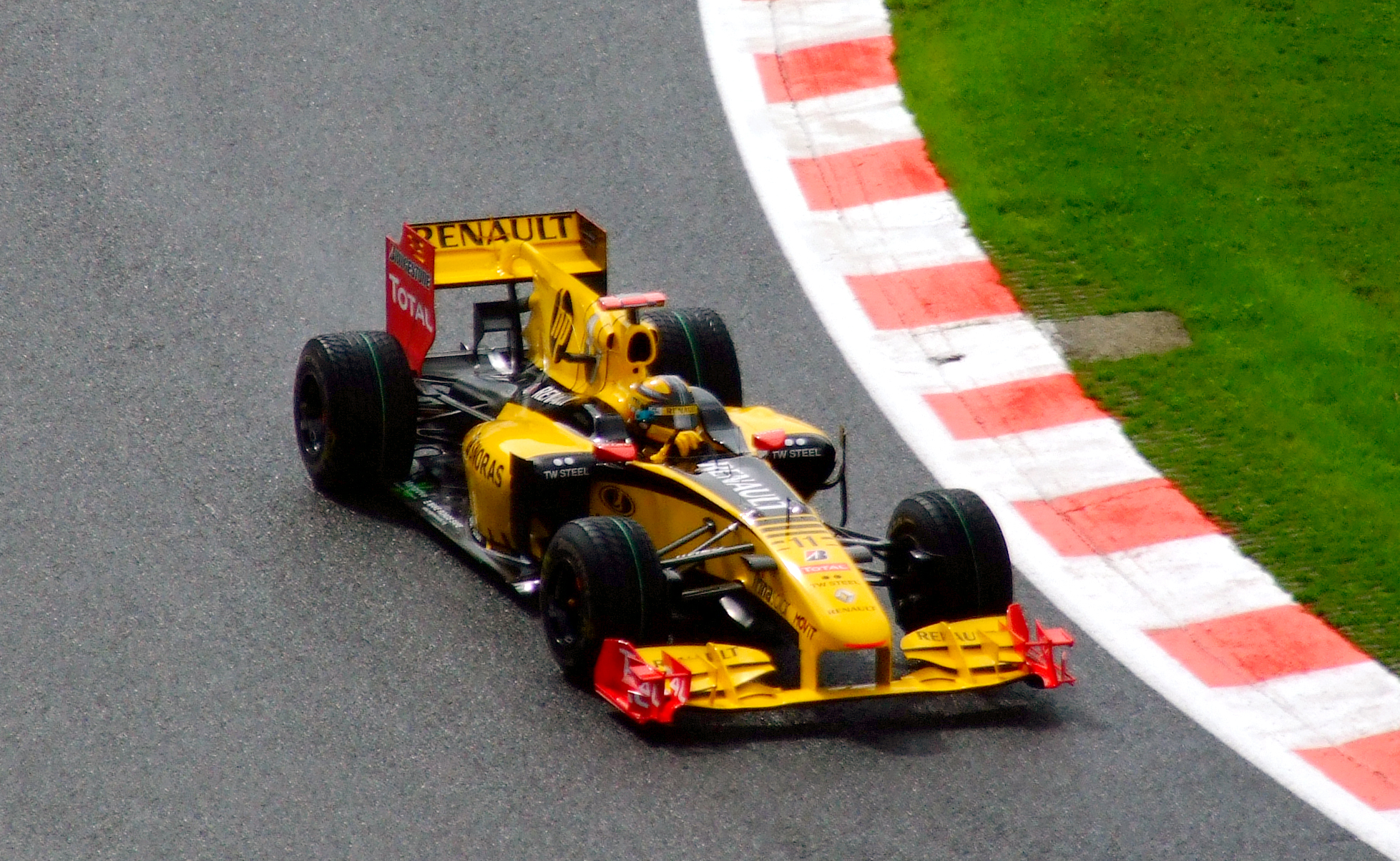
Robert Kubica podczas drugiego treningu do Grand Prix Belgii 2010

##### 2010
Przed sezonem 2010 dokonano wielu zmian. W grudniu 2009 Renault sprzedało 75% udziałów luksemburskiej spółce Genii Capital, kierowaną przez biznesmena Gérarda Lopeza.
Dotychczasowy skład kierowców uległ zmianie – Fernando Alonso przeniósł się do Ferrari, a Romain Grosjean – do nowo utworzonej serii Auto GP. Nowymi kierowcami Renault zostali Robert Kubica, dotychczas jeżdżący dla BMW Sauber i Witalij Pietrow, który uczestniczył w serii GP2. Zmieniono także malowanie – samochód był pomalowany w żółto-czarne barwy.
Zmieniono także szefa zespołu – Bob Bell, który pełnił obowiązki kierownika stajni po odejściu Flavio Briatore, powrócił do roli dyrektora technicznego, a nowym szefem Renault został Éric Boullier. Sezon ten był zdecydowanie lepszy od zeszłego – Kubica trzykrotnie stawał na podium (drugie miejsce w Australii i dwa trzecie miejsca w Monako i w Belgii). Pietrow spisywał się słabiej – jedynie pięciokrotnie Rosjanin punktował. Rosyjski kierowca podczas Grand Prix Abu Zabi od piętnastego okrążenia utrzymywał za sobą Fernando Alonso, który walczył o tytuł mistrzowski. Niestety wyścig nie poszedł po myśli Hiszpana i tytuł zdobył Sebastian Vettel.
W całym sezonie, Kubica i Pietrow zgromadzili łącznie 163 punkty – tyle się uzbierało dzięki nowej punktacji, która nagradzała pierwszych dziesięciu kierowców na mecie, a w klasyfikacji konstruktorów zajęli piąte miejsce. Mówiło się po zakończeniu sezonu, że Kimi Räikkönen zastąpi Witalija Pietrowa w sezonie 2011, jednak fiński kierowca wykluczył taką możliwość, przyznając, że jest rozczarowany, w jaki sposób został wykorzystany jego wizerunek.

#### Lotus Renault GP (2011)

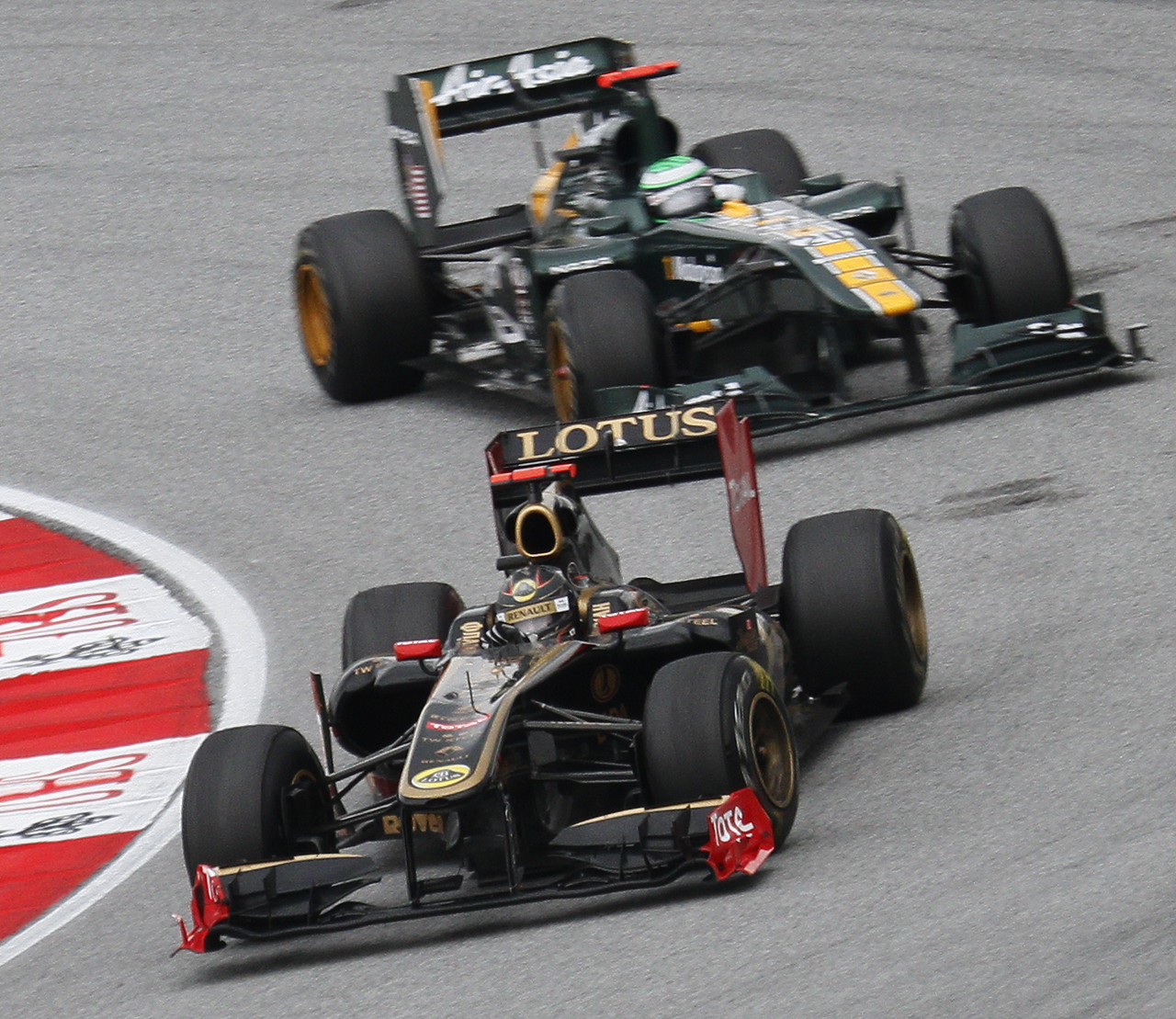
Nick Heidfeld i Heikki Kovalainen podczas Grand Prix Malezji 2011

5 listopada 2010, Autosport poinformował, że Renault zamierza zmniejszyć swoje zaangażowanie w zespół w sezonie 2011, by stać się wyłącznie dostawcą silników, natomiast zespół był bliski powiązania z Lotus Cars. 25% udziałów Renault sprzedało spółce Genii Capital, które z kolei sprzedały Grupie Lotus. W ramach umowy sponsorskiej podpisanej do sezonu 2017, zespół zmienił nazwę na Lotus Renault GP, a samo Renault będzie dostarczać jednostki napędowe i wiedzę specjalistyczną. Nadal nazwą konstruktora było Renault, natomiast samochody zyskały czarno-złote malowanie, nawiązując do barw marki John Player Special, używanej w latach 70. i 80.
W sezonie 2011, zespół rywalizował z innym zespołem używającym nazwę Lotus. Zespół, który ścigał się w sezonie 2010 jako Lotus Racing (korzystając z licencji Grupy Lotus, która później została przez nich rozwiązana) zmienił nazwę na Team Lotus, po zakupie praw do nazwy od Davida Hunta.
13 stycznia 2011, szef zespołu Éric Boullier poinformował, że zespół będzie się ścigał się na licencji brytyjskiej, z powodu powiązań z Lotusem. Przy okazji pokazania nowego malowania zespołu, Lotus Renault GP ogłosiło, że Jean Alesi został ambasadorem Grupy Lotus i kierowcą testowym ich projektu samochodu jednomiejscowego Lotus T125.

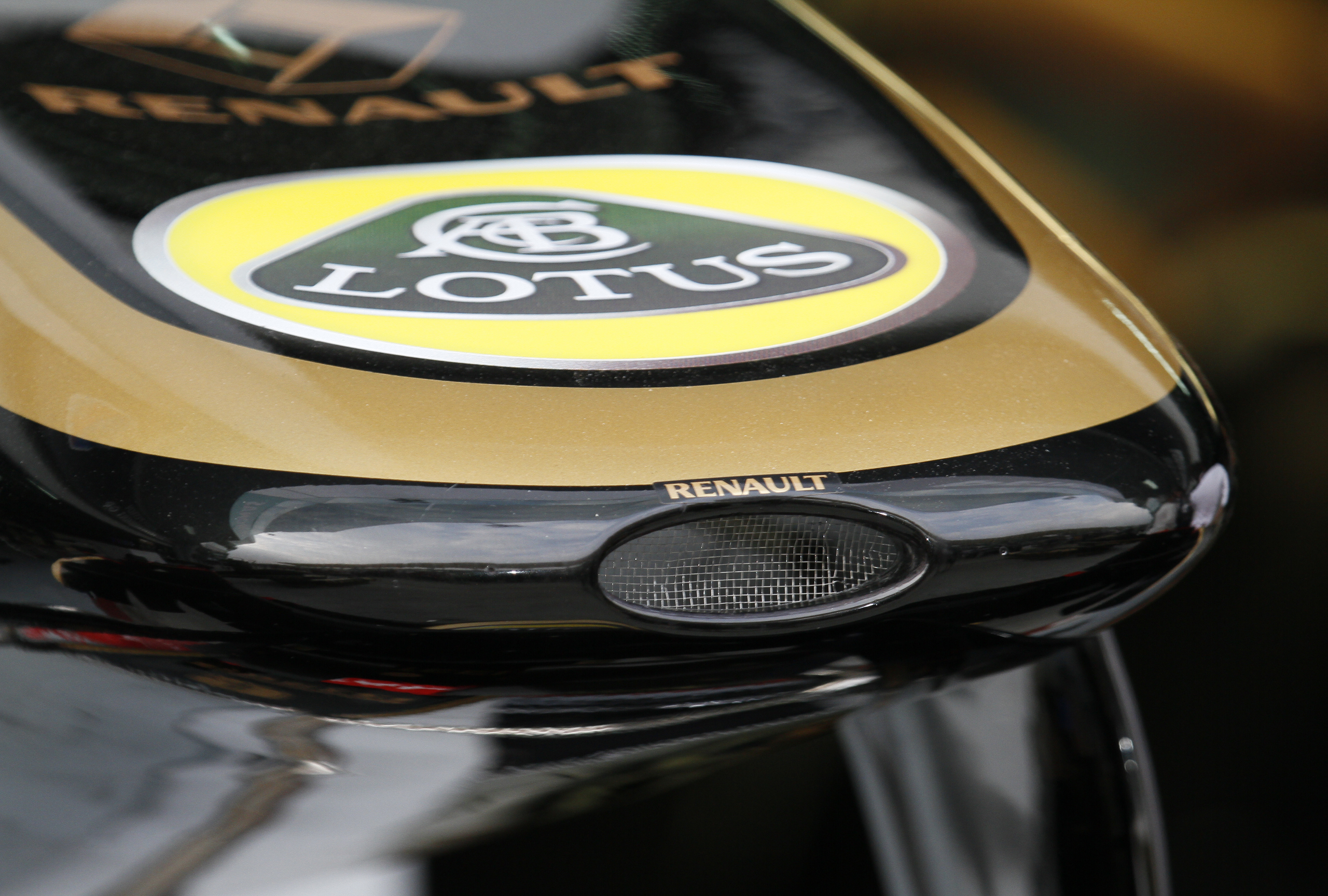
Mimo braku udziałów, zespół nadal używał Renault w nazwie konstruktora do końca sezonu 2011, jeżdżąc również na licencji brytyjskiej

Pierwotnie kierowcami na sezon 2011 mieli być Robert Kubica i Witalij Pietrow. 6 lutego 2011, Kubica został ciężko ranny w wypadku podczas rajdu Ronde di Andora we Włoszech. Z tego względu nie wiadomo było, czy weźmie on udział w całym sezonie. Kandydatami do zastąpienia polskiego kierowcy byli Bruno Senna, Vitantonio Liuzzi i Nick Heidfeld, choć też wymieniano również Pedro de la Rosę. 16 lutego 2011, zespół ogłosił, że Nick Heidfeld zastąpi Roberta Kubicę w zespole.
Sezon początkowo szedł bardzo dobrze – Rosjanin stanął na podium w Australii a Niemiec, w Malezji osiągając trzecie miejsce. Później zdobywali punkty, ale nie liczyli się w walce o podium. Przed Grand Prix Belgii, zespół poinformował, że Bruno Senna zajmie miejsce Nicka Heidfelda. Niemiec nie był zadowolony zwłaszcza, że w klasyfikacji kierowców wyprzedzał Pietrowa. Heidfeld podał ekipę do sądu, ale wszystko zakończyło się rozwiązaniem kontraktu niemieckiego kierowcy i Brazylijczyk jechał z numerem 9 do końca sezonu. Senna tylko raz, we Włoszech zdobył punkty, będąc na dziewiątym miejscu.
W klasyfikacji konstruktorów Renault zostało sklasyfikowane na piątym miejscu z liczbą 73 punktów. Po sezonie zmieniono nazwę na Lotus F1 Team, a Renault sponsorowało w dalszym ciągu zespół sprzedając swoje jednostki napędowe za 70% ceny.

#### Renault Sport Formula One Team/Renault F1 Team (2016–2020)

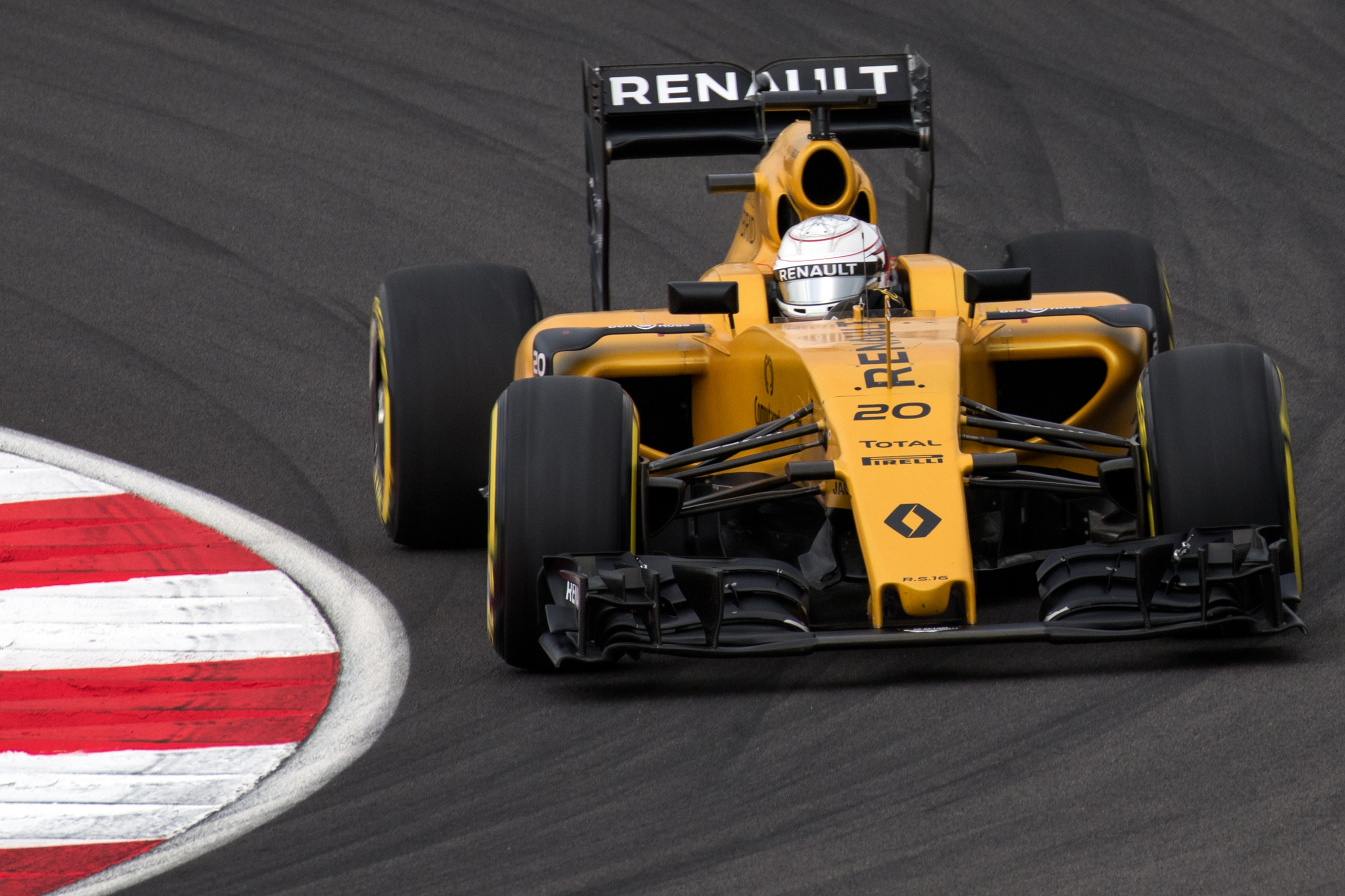
Kevin Magnussen podczas pierwszej części sesji kwalifikacyjnej do Grand Prix Malezji 2016

Przed sezonem 2016 ogłoszono przywrócenie fabrycznej ekipy przejmując ekipę Lotus F1 Team. 28 września 2015 francuski koncern podpisał list intencyjny w tej sprawie, a w grudniu poinformowano o zakończeniu procesu przejęcia zespołu.
Pierwotnie kierowcami reaktywowanej ekipy mieli być Jolyon Palmer i Pastor Maldonado, z którymi Lotus podpisał umowy przed przejęciem ekipy przez Renault. Problemy związane z koncernem PDVSA, które wspierało wenezuelskiego kierowcę spowodowały, że Maldonado utracił posadę, a jego miejsce w zespole zajął Kevin Magnussen, do tej pory związany z McLarenem. Kierowcą rezerwowym został Esteban Ocon. Potwierdzono także dyrektorów technicznych i wyścigowych. Zostali nimi odpowiednio Bob Bell, który pełnił tę funkcję w latach 2009–2010 oraz Frédéric Vasseur, dotychczasowy dyrektor wyścigowy ekipy ART Grand Prix.

##### 2016
Pierwszy sezon po powrocie do najważniejszej serii wyścigowej jest dla Renault bardzo ciężki. W całym sezonie kierowcy zdobywają osiem punktów, punktując w trzech wyścigach – w Rosji, Singapurze i Malezji. W klasyfikacji konstruktorów, Renault zajmuje dziewiąte miejsce, wyprzedzając tylko Saubera i Manora.

##### 2017
Po zakończeniu sezonu, zespół podjął decyzję o zakontraktowaniu Nico Hülkenberga na sezon 2017. Kevin Magnussen później zdecydował się opuścić zespół, aby dołączyć do Haasa. Drugim kierowcą zespołu pozostał Jolyon Palmer.
11 stycznia 2017, zespół ogłosił, że Frédéric Vasseur złożył rezygnację z kierowania zespołem Renault, nieoficjalnie w wyniku sporu z wyższymi rangą osobami odpowiadającymi za prowadzenie zespołu. Renault postanowiło nie angażować nowej osoby na to stanowisko, a rola Vasseura została podzielona na trzech pracowników, Cyrila Abiteboula, Ciarana Pilbeam'a i Alana Permana.
W pierwszej połowie sezonu wyłącznie Hülkenberg zdobywa punkty dla zespołu – dopiero w Grand Prix Singapuru, Palmer zdobywa osiem punktów za szóste miejsce. W połowie września, Renault ogłasza podpisanie kontraktu na sezon 2018 z Carlosem Sainzem na zasadzie wypożyczenia z Red Bulla. Później jednak Palmer rozwiązał kontrakt za porozumieniem stron i Sainz zajął jego miejsce od Grand Prix Stanów Zjednoczonych. W pierwszym wyścigu dla nowej ekipy, Hiszpan spisał się dobrze, zajmując w Austin siódmą pozycję.

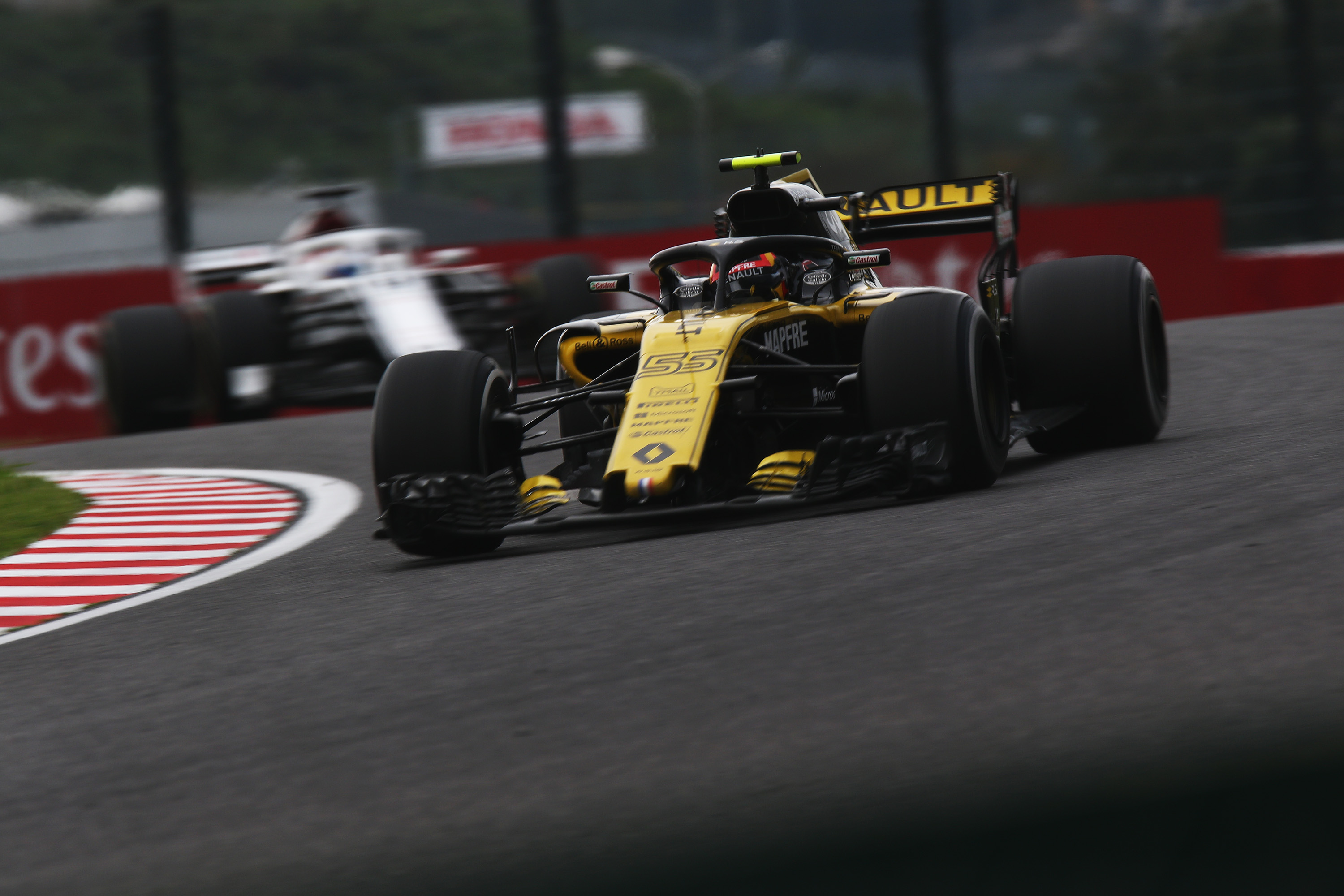
Carlos Sainz Jr. podczas Grand Prix Japonii 2018

Cały sezon, Renault zakończyło na szóstej pozycji z 57 punktami.

##### 2018
W sezonie 2018, Nico Hülkenberg i Carlos Sainz Jr. stanowili skład kierowców zespołu Renault. Choć w dalszym ciągu, francuska stajnia miała różnice do czołowych ekip, to w porównaniu z dwoma poprzednimi sezonami było o wiele lepiej – w większości wyścigów przynajmniej jeden z kierowców fabrycznej ekipy zakwalifikował się do trzeciej części sesji kwalifikacyjnej. Ponadto, Niemiec i Hiszpan regularnie punktowali w pierwszej ósemce, a najlepszym rezultatem zespołu było piąte miejsce, osiągnięte przez Sainza w Azerbejdżanie i Hülkenberga w Niemczech. Łącznie kierowcy zebrali dla zespołu 122 punkty, co sklasyfikowało ich na czwartym miejscu w klasyfikacji konstruktorów, przegrywając z Mercedesem, Ferrari i Red Bull Racing.

##### 2019
3 sierpnia 2018, Renault ogłosiło, że Daniel Ricciardo będzie partnerem Nico Hülkenberga w sezonie 2019, zastępując Carlosa Sainza. Hiszpan natomiast zastąpił Fernando Alonso w ekipie McLaren. Najlepsze wyniki kierowcy zanotowali podczas Grand Prix Włoch – Ricciardo i Hülkenberg zajęli odpowiednio czwartą i piątą pozycją. W trakcie sezonu mieli problemy z niezawodnością i słabe osiągi aerodynamiczne – podczas Grand Prix Japonii, kierowcy Renault zostali zdyskwalifikowani za system regulacji balansu hamulców, który według FIA, był nieprzepisową pomocą dla kierowcy. Łącznie kierowcy zdobyli 91 punktów, co przełożyło się na piątą pozycję, przegrywając również z McLarenem, który korzystał z jednostek napędowych francuskiego producenta.

##### 2020
Jeszcze w trakcie sezonu 2019, Renault ogłosiło podpisanie dwuletniego kontraktu z Estebanem Oconem. Francuz tym samym zastąpił Nico Hülkenberga. Pod koniec sezonu, Renault postanowiło ogłosić zmiany – dotychczasowy dyrektor techniczny, Nick Chester opuścił zespół, a jego miejsce zajął Pat Fry. W roli szefa działu aerodynamicznego zatrudniono Dirka de Beera, zastępując Petera Marchina, który opuścił zespół ze skutkiem natychmiastowym. Sezon ten przyniósł trzy miejsca na podium – Daniel Ricciardo dojeżdżał do mety jako trzeci w Grand Prix Eifelu i Grand Prix Emilii-Romanii, natomiast Esteban Ocon zajął drugie miejsce w Grand Prix Sakhiru. Ponownie zespół uplasował się na piątej pozycji, zdobywając 181 punktów.
6 września 2020, Renault ogłosiło zmianę nazwy zespołu na Alpine F1 Team, a samochody mają otrzymać kolory flagi Francji.

### Jako dostawca silników

#### Silniki turbodoładowane (lata 70, 80.)

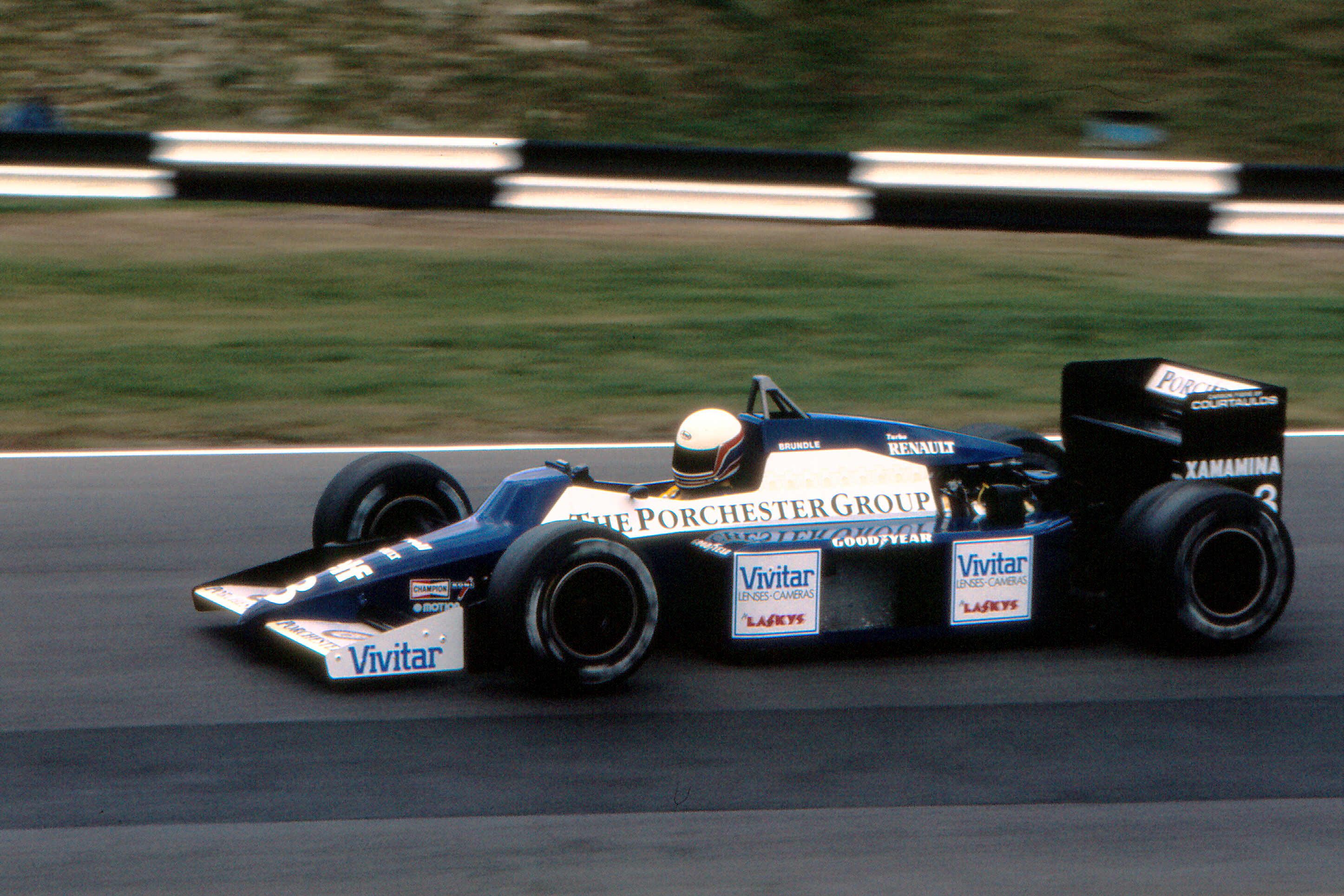
Martin Brundle podczas Grand Prix Europy 1985 (Tyrrell 014)

W 1976 roku, Renault rozpoczęło produkcję silników w fabryce w Viry-Châtillon, po wchłonięciu przez Renault sekcji sportowej Alpine. Pierwszym silnikiem Formuły 1 było sześciocylindrowane turbodoładowane Renault-Gordini EF1 o pojemności 1,5 litra. Początkowo silnik był produkowany wyłącznie dla fabrycznego zespołu, natomiast od 1983 roku zaczęli dostarczać swoje jednostki innym zespołom. Ich pierwszym klientem był Lotus, natomiast produkcji silników dla innych ekip podjęła się firma Mecachrome. Początkowo silniki nie były konkurencyjne, jednak dzięki dołączeniu Gérarda Ducarouge'a, marka zyskiwała konkurencyjność w sezonach 1983–1984, natomiast Nigel Mansell i Elio de Angelis regularnie zdobywali miejsca na podium. W sezonie 1984, Renault dostarczało silniki także zespołowi Ligier. Ayrton Senna dołączył do Lotusa w 1985 i wraz z de Angelisem byli w stanie zdobyć osiem razy pole position i trzy zwycięstwa. Od Grand Prix Francji 1985 jednostki napędowe Renault używane były w samochodach Tyrrella, natomiast Ligier zdobył jedno drugie i trzy razy trzecie miejsce. Po zakończeniu sezonu 1985, Renault wycofało się jako konstruktor, kontynuując dostarczanie jednostek dla zespołów Ligier, Tyrrell i Lotus w sezonie 1986. Pod koniec roku, producent postanowił wycofać się z Formuły 1.

#### Silniki wolnossące (lata 90, 2000.)

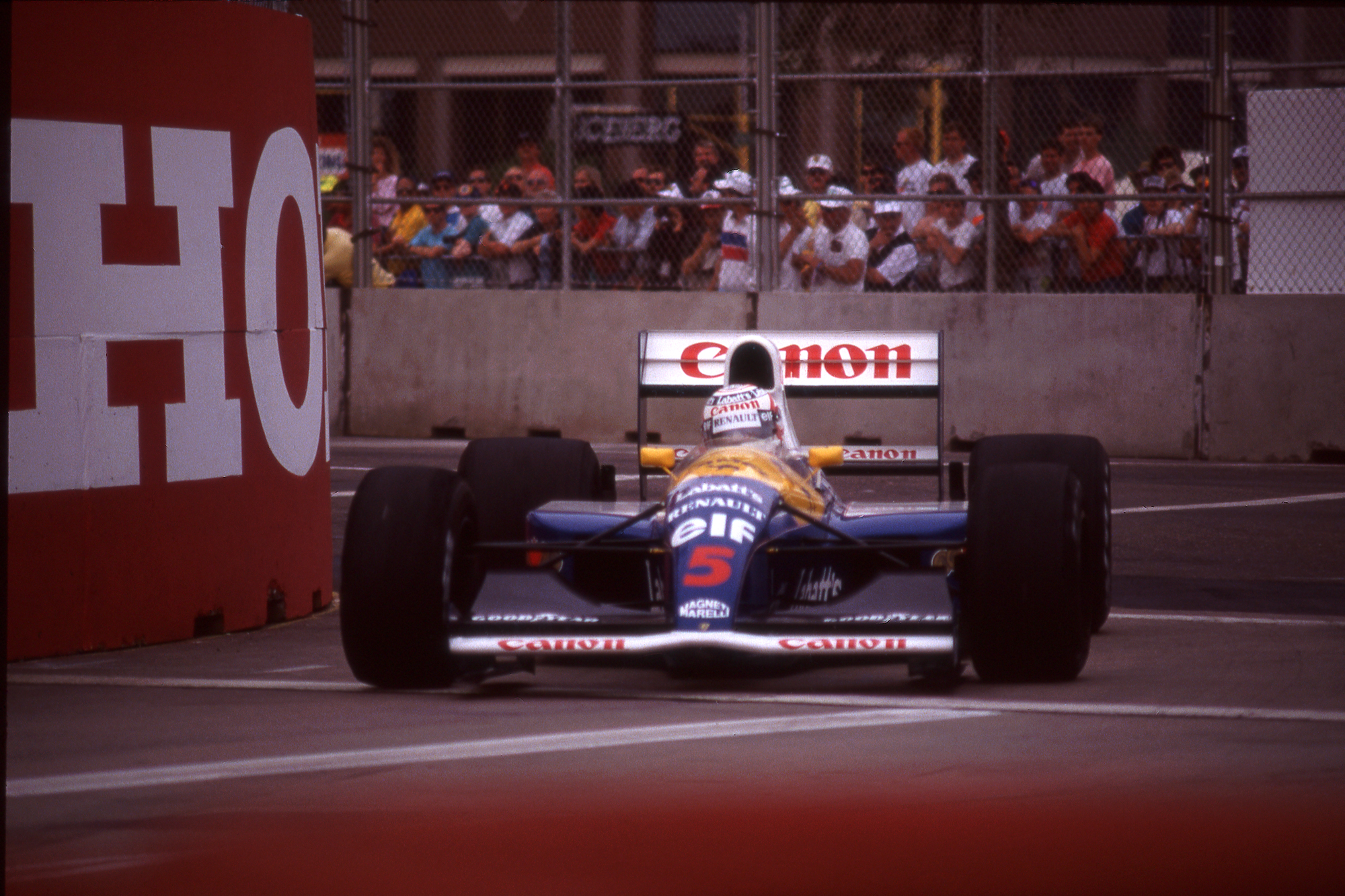
Nigel Mansell podczas Grand Prix Stanów Zjednoczonych 1991 (Williams FW14)

Renault powróciło do Formuły 1 jako dostawca silników w sezonie 1989. Był to pierwszy sezon Formuły 1 z zakazem używania silników turbodoładowanych. Fabryka w Viry-Châtillon wyprodukowała pierwszy silnik wolnossący dziesięciocylindrowy o pojemności 3,5 litra. Na początku producent współpracował z Williamsem. Pierwsze zwycięstwo brytyjskiej ekipy we współpracy z francuską marką zapewnił Thierry Boutsen w Grand Prix Kanady 1989. Belg wygrał jeszcze ostatni wyścig sezonu, w Australii. Sezony 1992–1993 bezapelacyjnie należały do zespołu Franka Williamsa, dając mistrzostwo świata Nigelowi Mansellowi w 1992 i Alainowi Prostowi w 1993, zdobywając mistrzostwa konstruktorów. W 1992 roku, ponownie Renault dostarczało swoje jednostki Ligierowi.
W sezonie 1994, Ayrton Senna dołączył do Williamsa, jednak zginął podczas wyścigu o Grand Prix San Marino, w wyniku czego jego kolega zespołowy, Damon Hill, został liderem zespołu. O ile Brytyjczyk miał 37 punktów straty do Michaela Schumachera z Benettona po Grand Prix Francji, o tyle przed Grand Prix Australii udało mu się zmniejszyć różnicę do Niemca na jeden punkt. W finałowym wyścigu sezonu, obaj zderzyli się ze sobą i wycofali się z wyścigu, dzięki czemu Schumacher został mistrzem kierowców, a Williams zachował mistrzostwo konstruktorów.
Sezon 1995 przyniósł zmniejszenie pojemności silnika do trzech litrów. Renault dostosowało silnik RS7, czyniąc go lżejszym i wyposażonym w przepustnicę typu fly-by-wire. Benetton przejął od Ligiera jednostki napędowe, a ich kierowca, Michael Schumacher, zdołał skutecznie obronić tytuł kierowców z przewagą 33 punktów nad Damonem Hillem. Benetton zdobył mistrzostwo konstruktorów z przewagą 29 punktów, wygrywając jedenaście wyścigów. W kolejnych dwóch sezonach ponownie zwyciężał Williams, natomiast Damon Hill i Jacques Villeneuve zdobywali mistrzostwo świata kierowców odpowiednio w sezonach 1996 i 1997. Po odejściu Schumachera do Ferrari, zespół Benetton zajmował trzecie miejsca w klasyfikacji konstruktorów.
W połowie 1996, producent zdecydował o zakończeniu zaangażowania w Formułę 1 z końcem 1997 roku. Mecachrome podjął się opłacania rozwoju silników, dostarczając je Williamsowi w 1998. Od 1999 dystrybutorem silników zostało Supertec i pod ich nazwą napędzany były silniki Williamsa i B.A.R. w 1999 oraz Arrowsa w 2000. Benetton używał tych silników w latach 1998−2000 pod nazwą Playlife.
Po zakupie zespołu Benetton przez Renault, firma zaczęła dostarczać silniki innym zespołom dopiero w sezonie 2007, współpracując z Red Bull Racing. Podczas Grand Prix Chin 2009 zespół odniósł pierwsze zwycięstwo, zarówno dla zespołu jak i duetu Red Bull-Renault. Sebastian Vettel i Mark Webber wygrali potem łącznie pięć wyścigów, a zespół zdobył wicemistrzostwo konstruktorów.

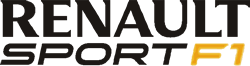
Logo Renault Sport F1, dostawcy silników do Formuły 1 (2011–2014)

#### Koniec silników wolnossących i powrót jednostek turbodoładowanych (lata 2010.)
W sezonie 2010, Sebastian Vettel wraz z Red Bull Racing zdobyli pierwsze tytuły mistrzowskie. Pod koniec 2010 roku, kiedy Renault sprzedało pozostałe 25% udziałów w zespole, dział produkcji silników w Viry-Châtillon przekształcił się w spółkę zależną znaną jako Renault Sport F1. W sezonie 2011, oprócz byłego zespołu fabrycznego i Red Bulla, Renault zaopatrywało swoje silniki ekipie malezyjskiemu Team Lotus. Vettel wraz ze swoim zespołem obronili mistrzostwa, zdobywając je również przez następne dwa lata. W sezonie 2012, Renault zaczęło ponownie współpracować z Williamsem.
Wraz z powrotem silników turbodoładowanych od sezonu 2014, Renault opracowało nowy sześciocylindrowy silnik nazwany Renault Energy F1-2014. 21 czerwca 2013 w Paryżu odbyła się prezentacja nowego silnika. Oprócz Red Bulla i Caterhama (dawnego Lotus Racing), z jednostek Renault zaczął korzystać zespół Scuderia Toro Rosso, która ogłosiła kontrakt z Renault na dostawy silników na sezony 2014–2016.
Podczas przedsezonowych testów przed sezonem 2014, nowe silniki wykazały problemy zarówno z jednostką turbodoładowaną, jak i systemami odzyskiwania energii. Na początku sezonu, jednostka napędowa była przedmiotem różnych krytyki za jego słabą niezawodność i brak maksymalnej prędkości

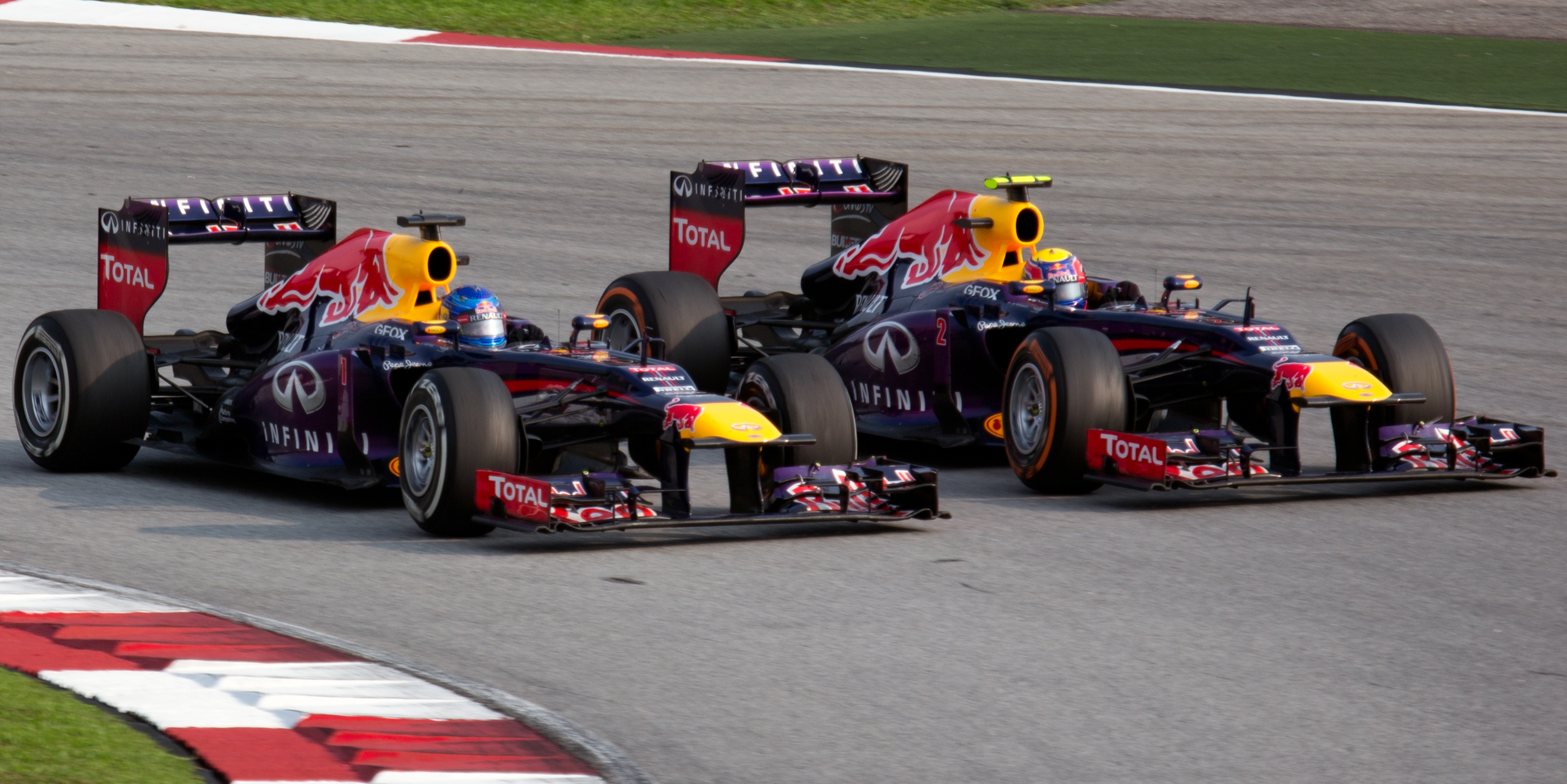
Sebastian Vettel i Mark Webber podczas Grand Prix Malezji 2013 (Red Bull RB9)

W 2015, Renault ogłosiło renegocjowanie umowy z Red Bull Racing. Ostatecznie austriacka stajnia nadal współpracowała z Renault, jednak silniki ukrywane były pod nazwą TAG Heuer. W tym samym czasie, Toro Rosso powróciło do współpracy z Ferrari, lecz po roku włoska stajnia powróciła do współpracy z Renault i podobnie jak siostrzana ekipa mogła zmienić nazwę silnika.
We wrześniu 2017, McLaren ogłosił współpracę z Renault, począwszy od sezonu 2018. Przed sezonem 2018, Toro Rosso nawiązało współpracę z Hondą, natomiast w czerwcu 2018, Red Bull Racing ogłosił partnerstwo z japońskim producentem od sezonu 2019. Od sezonu 2021, Renault będzie obecne jako dostawca silników, po zmianie nazwy zespołu na Alpine.

## Starty w Formule 1
Źródło: Wyprzedź Mnie!
| Sezon                                                     | Nazwa                               | Samochód   | Silnik                                    | Opony | Kierowcy                                          | Punkty | Msc. |
| --------------------------------------------------------- | ----------------------------------- | ---------- | ----------------------------------------- | ----- | ------------------------------------------------- | ------ | ---- |
| 1977                                                      | Equipe Renault Elf                  | RS01       | Renault EF1 1.5 V6T                       | M     | Jean-Pierre Jabouille                             | 0      | NS   |
| 1978                                                      | Equipe Renault Elf                  | RS01       | Renault EF1 1.5 V6T                       | M     | Jean-Pierre Jabouille                             | 3      | 12   |
| 1979                                                      | Equipe Renault Elf                  | RS01 RS10  | Renault EF1 1.5 V6T                       | M     | Jean-Pierre Jabouille René Arnoux                 | 26     | 6    |
| 1980                                                      | Equipe Renault Elf                  | RE20       | Renault EF1 1.5 V6T                       | M     | Jean-Pierre Jabouille René Arnoux                 | 38     | 4    |
| 1981                                                      | Equipe Renault Elf                  | RE20B RE30 | Renault EF1 1.5 V6T                       | M     | Alain Prost René Arnoux                           | 54     | 3    |
| 1982                                                      | Equipe Renault Elf                  | RE30B      | Renault EF1 1.5 V6T                       | M     | Alain Prost René Arnoux                           | 62     | 3    |
| 1983                                                      | Equipe Renault Elf                  | RE30C RE40 | Renault EF1 1.5 V6T                       | M     | Alain Prost Eddie Cheever                         | 79     | 2    |
| 1984                                                      | Equipe Renault Elf                  | RE50       | Renault EF4 1.5 V6T                       | M     | Patrick Tambay Derek Warwick Philippe Streiff     | 34     | 5    |
| 1985                                                      | Equipe Renault Elf                  | RE60 RE60B | Renault EF4B 1.5 V6T Renault EF15 1.5 V6T | G     | Patrick Tambay Derek Warwick François Hesnault    | 16     | 7    |
| W sezonach 1986–2001 Renault nie występowało w Formule 1. |                                     |            |                                           |       |                                                   |        |      |
| 2002                                                      | Mild Seven Renault F1 Team          | R202       | Renault RS22 3.0 V10                      | M     | Jarno Trulli Jenson Button                        | 23     | 4    |
| 2003                                                      | Mild Seven Renault F1 Team          | R23 R23B   | Renault RS23 3.0 V10                      | M     | Jarno Trulli Fernando Alonso                      | 88     | 4    |
| 2004                                                      | Mild Seven Renault F1 Team          | R24        | Renault RS24 3.0 V10                      | M     | Jarno Trulli Fernando Alonso Jacques Villeneuve   | 105    | 3    |
| 2005                                                      | Mild Seven Renault F1 Team          | R25        | Renault RS25 3.0 V10                      | M     | Fernando Alonso Giancarlo Fisichella              | 191    | 1    |
| 2006                                                      | Mild Seven Renault F1 Team          | R26        | Renault RS26 2.4 V8                       | M     | Fernando Alonso Giancarlo Fisichella              | 206    | 1    |
| 2007                                                      | ING Renault F1 Team                 | R27        | Renault RS27 2.4 V8                       | B     | Giancarlo Fisichella Heikki Kovalainen            | 51     | 3    |
| 2008                                                      | ING Renault F1 Team                 | R28        | Renault RS27 2.4 V8                       | B     | Fernando Alonso Nelson Piquet Jr.                 | 80     | 4    |
| 2009                                                      | ING Renault F1 Team Renault F1 Team | R29        | Renault RS27 2.4 V8                       | B     | Fernando Alonso Nelson Piquet Jr. Romain Grosjean | 26     | 8    |
| 2010                                                      | Renault F1 Team                     | R30        | Renault RS27-2010 2.4 V8                  | B     | Robert Kubica Witalij Pietrow                     | 163    | 5    |
| 2011                                                      | Lotus Renault GP                    | R31        | Renault RS27-2011 2.4 V8                  | P     | Witalij Pietrow Nick Heidfeld Bruno Senna         | 73     | 5    |
| W sezonach 2012–2015 Renault nie występowało w Formule 1. |                                     |            |                                           |       |                                                   |        |      |
| 2016                                                      | Renault Sport Formula One Team      | R.S.16     | Renault R.E.16 1.6 V6T                    | P     | Kevin Magnussen Jolyon Palmer                     | 8      | 9    |
| 2017                                                      | Renault Sport Formula One Team      | R.S.17     | Renault R.E.17 1.6 V6T                    | P     | Nico Hülkenberg Jolyon Palmer Carlos Sainz Jr.    | 57     | 6    |
| 2018                                                      | Renault Sport Formula One Team      | R.S.18     | Renault R.E.18 1.6 V6T                    | P     | Nico Hülkenberg Carlos Sainz Jr.                  | 122    | 4    |
| 2019                                                      | Renault F1 Team                     | R.S.19     | Renault E-Tech 19 1.6 V6T                 | P     | Daniel Ricciardo Nico Hülkenberg                  | 91     | 5    |
| 2020                                                      | Renault DP World F1 Team            | R.S.20     | Renault E-Tech 20 1.6 V6T                 | P     | Daniel Ricciardo Esteban Ocon                     | 181    | 5    |

Legenda:
- Pogrubiona czcionka oznacza mistrzostwo świata
- * – sezon w trakcie